# Steve Vinovich
Steve Vinovich (* 22. Januar 1945 in Peoria, Illinois) ist ein US-amerikanischer Schauspieler.

## Leben
Vinovich war der Sohn von Stephen J. Vinovich, einem Versicherungsvertreter mit kroatischen Vorfahren, und seiner Frau Jennie J., geborene Kuhel, einer Sekretärin, deren Eltern aus Slowenien eingewandert sind.
Er ist seit 27. November 1982 mit der Schauspielerin Carolyn Mignini verheiratet.

## Filmographie (Auswahl)
| Jahr      | Titel                                                                                |
| --------- | ------------------------------------------------------------------------------------ |
| 1970      | Weekend with the Babysitter                                                          |
| 1971      | Jennifer on My Mind                                                                  |
| 1972      | Call Her Mom                                                                         |
| 1972      | Kalter Hauch (The Mechanic)                                                          |
| 1972      | The Sexpert                                                                          |
| 1980      | Herzbube mit zwei Damen (Three’s Company)                                            |
| 1986      | Seize the Day                                                                        |
| 1986      | Cheers                                                                               |
| 1987      | Mannequin                                                                            |
| 1988      | Roseanne                                                                             |
| 1988      | Raising Miranda                                                                      |
| 1988–1990 | Der Hogan-Clan (Valerie)                                                             |
| 1989      | Wired                                                                                |
| 1990–1995 | Alle unter einem Dach (Family Matters)                                               |
| 1990      | Matlock                                                                              |
| 1990      | Hollywood Boulevard II                                                               |
| 1990      | Zeit des Erwachens (Awakenings)                                                      |
| 1991      | Guilty as Charged                                                                    |
| 1991–1993 | Sisters                                                                              |
| 1991–1994 | Eine starke Familie (Step by Step)                                                   |
| 1992      | House IV                                                                             |
| 1992      | Round Trip to Heaven                                                                 |
| 1994      | I’ll Do Anything                                                                     |
| 1994      | Star Trek: Deep Space Nine                                                           |
| 1994      | Die Schwanenprinzessin (The Swan Princess)                                           |
| 1994      | Santa Clause – Eine schöne Bescherung (The Santa Clause)                             |
| 1995–2001 | Ein Hauch von Himmel (Touched by an Angel)                                           |
| 1997–2007 | Schatten der Leidenschaft (The Young and the Restless)                               |
| 1997      | The Swan Princess: Escape from Castle Mountain                                       |
| 1998      | The Swan Princess: The Mystery of the Enchanted Kingdom                              |
| 1999      | Hör mal, wer da hämmert (Home Improvement)                                           |
| 1999      | Seven Girlfriends                                                                    |
| 2000      | Across the Line                                                                      |
| 2000      | JAG – Im Auftrag der Ehre (JAG)                                                      |
| 2001      | The Trumpet of the Swan                                                              |
| 2001      | Surviving Gilligan’s Island                                                          |
| 2001      | Command & Conquer: Alarmstufe Rot 2: Yuris Rache (Command & Conquer: Yuri’s Revenge) |
| 2002–2008 | Zeit der Sehnsucht (Days of Our Lives)                                               |
| 2003      | Alle lieben Raymond (Everybody Loves Raymond)                                        |
| 2003      | Meine wilden Töchter (8 Simple Rules for Dating My Teenage Daughter)                 |
| 2005–2006 | Malcolm mittendrin (Malcolm in the Middle)                                           |
| 2006      | Cold Case – Kein Opfer ist je vergessen (Cold Case)                                  |
| 2008      | Remarkable Power                                                                     |
| 2010      | Alpha and Omega                                                                      |
| 2015      | Man lernt nie aus (The Intern)                                                       |
| 2021      | Godfather of Harlem                                                                  |